# Enterocystis bullis
Enterocystis bullis is een soort in de taxonomische indeling van de Myzozoa, een stam van microscopische parasitaire dieren. Het organisme komt uit het geslacht Enterocystis en behoort tot de familie Aikinetocystidae. Enterocystis bullis werd in 1938 ontdekt door Noble.